# Coltishall
Coltishall är en ort och civil parish i Storbritannien.   Den ligger i grevskapet Norfolk och riksdelen England, i den sydöstra delen av landet, 170 km nordost om huvudstaden London. Coltishall ligger 16 meter över havet och antalet invånare är 2 209.
Terrängen runt Coltishall är platt. Runt Coltishall är det ganska tätbefolkat, med 222 invånare per kvadratkilometer. Närmaste större samhälle är Norwich, 12,0 km söder om Coltishall. Trakten runt Coltishall består till största delen av jordbruksmark.